# Kawasaki P-1
O Kawasaki P-1 (anteriormente P-X, XP-1) é um avião de patrulha marítima japonês desenvolvido e fabricado pela Companhia Aeroespacial Kawasaki. Diferente de muitas aeronaves de patrulha marítima, que são aeronaves civis convertidas para uso militar, o P-1 foi construído do início como militar. É a primeira aeronave operacional do mundo a utilizar um sistema de controle fly-by-light.
O P-1 entrou em serviço com a Força Marítima de Autodefesa do Japão como um substituto para o P-3C Orion. Em 26 de Março de 2013, recebeu os dois primeiros P-1 operacionais. Clientes de exportação também estão sendo procurados para vendas dessa aeronave, como parte da liberação das restrições de exportação militar japonesa.

## Operadores
Japão
- Força Marítima de Autodefesa do Japão
  - 51º Esquadrão de Desenvolvimento Aéreo (2013–presente)
  - 3º Esquadrão de Patrulha Aérea (2015–presente)

## Variantes

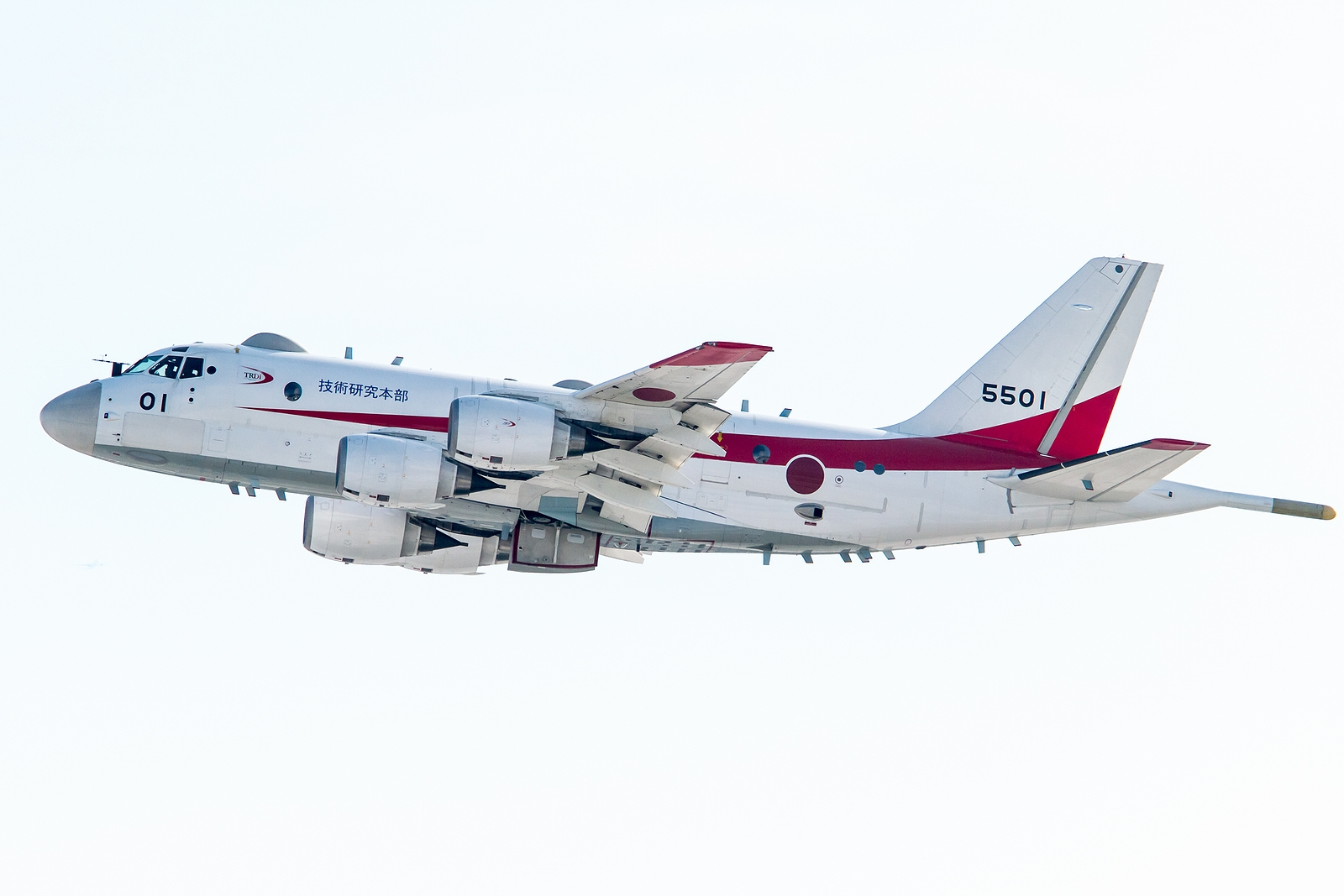
Kawasaki XP-1

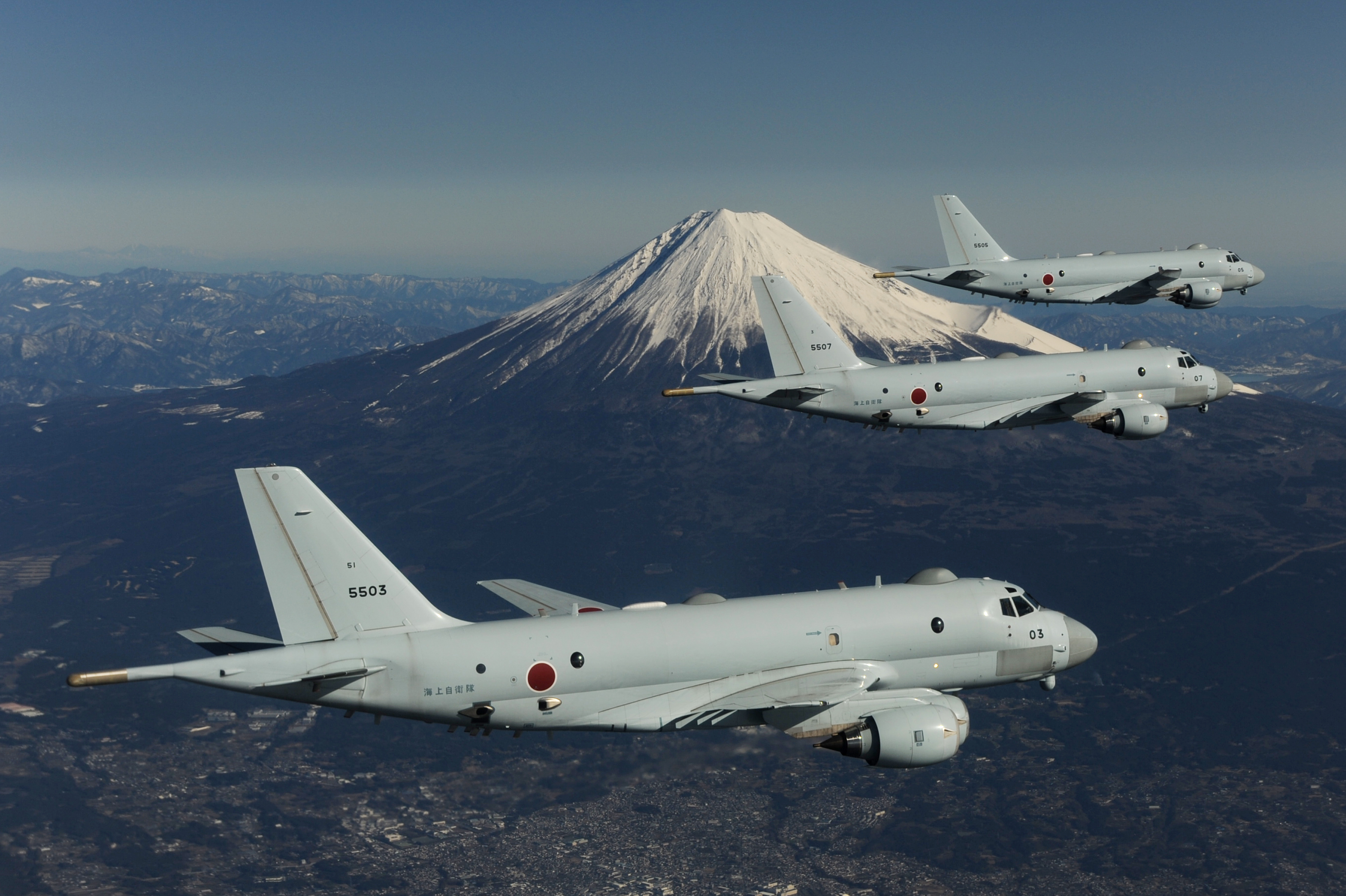
Acima do monte Fuji

- XP-1: Protótipo, mais tarde renomeado UP-1
- YPX: Uma versão de avião comercial. Cancelada